# Dix Petits Nègres (pièce de théâtre)
Pour les articles homonymes, voir Dix Petits Nègres (homonymie) et And Then There Were None.
Dix Petits Nègres est une pièce de théâtre policière d'Agatha Christie de 1943, adaptée du roman éponyme de 1939.
En anglais, la pièce est titrée à tour de rôle Ten Little Niggers, Ten Little Indians et And Then There Were None.

## Historique de la pièce
Agatha Christie ne trouve toujours pas à son goût les différentes adaptations théâtrales de ses œuvres. Elle comprend alors qu'elle est la mieux placée pour adapter ses propres livres. Après réflexion, elle note que le plus gros défaut des pièces demeure leur trop grande fidélité aux récits originaux. Les nombreux personnages, les différentes fausses pistes, conduisent à des intrigues complexes, incompréhensibles au théâtre. Le gros de son travail sera donc d'élaguer et simplifier les intrigues.
Ainsi, en 1943, Agatha Christie décide d'adapter son roman Dix Petits Nègres en pièce de théâtre. La tâche semble au premier abord impossible à cause de la fin inadaptable en l'état. Dans le roman, l'explication complète de l'histoire est donnée dans un épilogue, puisque les protagonistes sont tous morts. Agatha Christie décide donc de modifier la fin et de laisser vivre deux personnages[Lesquels ?]. Cette fin « heureuse » (Happy end) n'est pas incompatible avec la comptine qui lui sert de fil rouge, celle-ci ayant une fin alternative plus joyeuse : « He got married and then there were none. » (Il se maria et n'en resta plus aucun).
Malheureusement, tout le monde trouve la pièce impossible à produire. Seul Charles B. Cochran (en) est emballé par le projet, mais doit abandonner faute de soutiens financiers. Les bailleurs de fonds considèrent que la pièce manque de tension et ne ferait que susciter le rire des spectateurs. La pièce finit par intéresser Bertie Alexander Meyer (en) qui accepte de la monter. C'est lui qui avait déjà trouvé Charles Laughton pour le rôle d'Hercule Poirot dans la pièce Alibi de 1928. Irene Hentschel est chargée de la mise en scène. Sous l'œil d'Agatha Christie, elle accorde un grand intérêt aux décors et aux éclairages dans le but d'installer une atmosphère oppressante. Le résultat est que, pendant toute la durée de la représentation, la tension est palpable et que la peur et le manque de confiance entre les personnages sont perceptibles.
La première a lieu le 17 novembre 1943 au St. James Theatre de Londres. Puis la pièce est jouée à New York au Broadhurst Theatre à partir du 27 juin 1944, sous la direction d'Albert de Courville.
Agatha Christie ne considère pas cette pièce comme sa meilleure, mais elle marque cependant un tournant dans sa carrière. Dorénavant, elle se charge elle-même de toutes les adaptations théâtrales de ses œuvres et devient donc dramaturge en plus d'être romancière.
En 2005, Kevin Elyot, scénariste sur les séries Hercule Poirot et Miss Marple, réécrit la pièce de théâtre en incluant cette fois-ci la fin plus sombre du roman.

## Scènes
L'histoire se déroule de nos jours dans le salon d'une maison sur l'île Indian Island au large de la côte du Devon en Angleterre.
Acte I :
- Un soir en août.

Acte II
- Scène 1 : Le lendemain matin.
- Scène 2 : L'après-midi.

Acte III
- Scène 1 : Le soir.
- Scène 2 : Le lendemain matin

## Distribution
Distribution originale de 1943 :
Mise en scèneIrene Hentschel
DécorsClifford Pember
Comédiens
- William Murray : Thomas Rogers
- Reginald Barlow : Narracott
- Hilda Bruce-Potter : Mrs. Rogers
- Linden Travers : Vera Claythorne
- Terence de Marney : Philip Lombard
- Michael Blake : Anthony Marston
- Percy Walsh : William Blore
- Eric Cowley : Général MacKenzie
- Henrietta Watson : Emily Brent
- Allan Jeayes : Sir Lawrence Wargrave
- Gwyn Nicholls : Dr Armstrong